# 579 هـ
579 هـ هي سنة في التقويم الهجري امتدت مقابلةً في التقويم الميلادي بين سنتي 1183 و1184.

## وفيات
- الأبله البغدادي في جمادى الآخرة
- تاج الملوك بوري
- إسماعيل بن قاسم الزيات.
- تقية بنت غيث بن علي الأرمنازية الشاعرة
- أبو الفتح عبد الله بن أحمد الأصبهاني الخرقي
- أبو العلاء محمد بن جعفر بن عقيل.
- أبو طالب محمد بن علي الكتاني المحتسب.
- العلامة رضي الدين يونس بن محمد بن منعة فقيه الموصل.